# Arnold de Rees
Arnold de Rees, född 22 september 1612 i Haarlem, död 1668 i Ronneby, var en svensk industriman, köpman och riksdagsledamot. Han var son till Jacob de Rees.

## Biografi
Om Arnold de Rees ungdomstid är mycket lite känt, men han torde redan på 1630-talet ha varit verksam som köpman och borgare i Stockholm. 1643 kallas "lakanshandlare" (klädeshandlare), men hade redan då börjat avveckla sin handelsverksamhet i Stockholm. Formellt kom han dock under ett antal år att kvarstå som borgare i Stockholm. Från 15 november 1641 arrenderade han tillsammans med några andra medintressenter, däribland den äldre brodern Jacob de Rees (1604–1650) Nya Bergkvara friherreskap av Carl Carlsson Gyllenhielm. Arrendet löpte ursprungligen på tio år men förnyades 1648 till att löpa ytterligare tio år. Från 1650 ingick även det härur utbrutna friherreskapet Härlunda. Redan från början var bröderna de Rees de främsta entreprenörerna bakom arrendet, och efter broderns död 1650 var Arnold de Rees den egentlige organisatören.
Avsikten med arrendet var främst att bygga upp en lönsam bruksrörelse inom friherrskapet. Centrum för denna rörelse blev Huseby bruk, som vid övertagandet bestod av en masugn, med ett styckebruk och smågodsgjuteri samt en stångjärnssmedja. Malmen var främst sjömalm som hämtades ur de närliggande sjöarna Salen och Åsnen. Arnold de Rees lät nu anlägga en ny masugn i sten och en ny stångjärnshammare. Man kom dock i första hand att fokusera på styckegjuteri, och snart kom Arnold de Rees att dominera svensk kanontillverkning. 1643 inköptes Ålshults järnbruk i Almundsryds socken där de Rees använde masugnen för att tillverka främst gjutprodukter. Bruket i Ålshult kom att bli känt för sina sättugnar. Han byggde även upp Åryds bruk, liksom Torne hammare i Västra Torsås socken. Från 1643 hade han monopol på styckegjutningen i Småland och fungerade som leverantör av kanoner och ammunition samt långivare till kronan. Under en lång tid av år var han Sveriges främste exportör och leverantör till staten av krigsmateriel.
Arnold de Rees försökte sig även på silverframställning och byggde i det syftet två silverhyttor vid Huseby. 1655 begärde Arnold de Rees att av kronan få inlösa Lövåsens silvergruva, som han menade sig ha stora kunskaper i silverutvinning och ville göra experiment där. Även detta beviljades men planen tycks ha stanna på papperet.
Arnold de Rees fick även tillstånd att få väga och kontrollera sina varor direkt vid bruken, utan att behöva föra dem till någon stad. Han utnyttjade även det exceptionella privilegium Carl Carlsson Gyllenhielm lyckats erhålla av den danske kungen att få frakta varor direkt till och från Bodekull (det senare Karlshamn) och lät även anlägga en väg från Huseby genom Blekinge till Bodekull, den så kallade Holländarevägen. Under 1640-talet exporterade han stora mängder tackjärn, stångjärn och kanonkulor, men exporterade även pottaska och ved via Bodekull, ibland på egna fartyg till Amsterdam. Även danska kronan köpte dock kanoner och ammunition av de Rees. Han importerade även stora mängder råg, vete, salt, sill med mera. För sina transporter ägde han ett stall för 24 hästar i Bodekulls hamn. Även Ronneby spelade en betydande roll för de Rees som exporthamn.
Kriget mot Danmark kom att innebära ett svårt avbräck för Arnold de Rees, genom de skador hans export genom Blekinge led. Samtidigt tjänade han mycket pengar på leveranser till svenska kronan. År 1658 levererade han ett hundratal kanoner och över 7 000 kanonkulor av olika slag till Sveriges militär. Han levererade också stora mängder annat material som stångjärn och spik samt livsmedel. 
Carl Carlsson Gyllenhielm kom efterhand att visa allt större missnöje med de intäkter som Arnold de Rees gjorde på hans friherreskap. Efter hans död 1650 övergick det till Adolf Johan av Pfalz-Zweibrücken och i samband med att avtalet 1658 skulle omförhandlas såg denne till att friherreskapet mot viss ersättning hösten 1659 övergick till pfalzgrevens ombud Herman Warnbäck. Det innebar ett svårt avbräck för Arnold de Rees, men han fortsatte dock att exportera kanoner från de bruk han själv ägde. Under sina senare år hade han hjälp av sonen Jacob de Rees (1639–1709) som senare blev lagman i drottning Hedvig Eleonoras livgeding.
Arnold de Rees hade redan i samband med förhandlingarna vid freden i Brömsebro i diskussioner med Axel Oxenstierna legat på om att försöka få honom att hålla fast vid kravet på att Blekinge eller åtminstone Bodekull med Asarums socken borde tillfalla Sverige. Han lyckades inte den gången, men i samband med freden i Roskilde 1658 kom dock Blekinge till Sverige. Karl X Gustav som hade planer på att göra Bodekull till ett nytt exportcentrum genom att förmå borgare från Ronneby och andra städer att slå sig ned där. I syfte att förverkliga de planerna utsåg han De Rees tillsammans med Johan Mickelsson till borgmästare i Bodekull. Då Bodekull ännu inte var tillräckligt stor för att ge tillräckliga inkomster utsågs Arnold de Rees även till borgmästare i Ronneby. Sedan de Rees hösten 1659 tvingats lämna Huseby bruk slog han sig ned i Ronneby. Efter Karl X Gustavs död kom dock planerna på att ersätta Ronneby med Bodekull att falla, då förmyndarregeringen saknade intresse i frågan. Arnold de Rees som ursprungligen stött tanken svängde efter sin bosättning i Ronneby i frågan och motsatte sig nu grundandet av den nya staden. Han fungerade som båda städernas representant vid lantdagen i Malmö 1662 men var endast Ronnebys representant vid riksdagen i Stockholm 1664, där han å Ronnebys vägnar krävde att all handel i Bodekull skulle förbjudas och invånarna överge staden. Bodekulls existens försvarades dock av dess ombud Christoffer Schröder, och staden fick bestå. Fram till i maj fungerade dock Arnold de Rees som Bodekulls borgmästare, trots att han motsatt sig stadens fortsatta existens. I Ronneby förblev de Rees borgmästare fram till sin död.
Han utsågs 1664 till kommissarie vid fästningarna i Skåne, Blekinge och Halland, vilket främst innebar inspektion av magasin och proviantmästare men även andra ärenden åt generalguvernören Gustaf Persson Banér. Troligen var orsaken till att han åtog sig sysslan försämringar av ekonomin. För sina insatser för det småländska bergsbruket erhöll Arnold de Rees 1650 en donation av några hemman i Kongahärad, vilken 1651 utökades till 1 1/2 mantal krono i Furuby socken och 3 mantal krono och 1 mantal skatte i Hemmesjö socken att bruka med adlig frihet. Arnold de Rees hade nämligen uppvisat ett sköldebrev utgivet av Karl V som upphöjde hans farfars far till adligt stånd. Hans naturalisering dröjde dock till 1665 under namnet du Rées. Arnold de Rees tog dock själv inte introduktion, troligen på grund av sin ställning som borgare och borgmästare. Kort efter hans död sökte dock sonen Jakob Du Rées med sina syskon introduktion på riddarhuset, vilket erhölls 1668.